# Фортеця Святої Трійці
Фортеця Святої Трійці (давня польська назва «Окоп Гори Святої Трійці, блокада Кам'янця», пол. Okop Góry Świętej Trójcy) — фортифікаційна споруда у селі Окопи Чортківського району Тернопільської області.
Фортеця була закладена у стратегічно важливому місці південно-східної оборонної лінії Речі Посполитої на вузькому крутому мисі при впадінні річки Збруч до Дністра.

## Історія

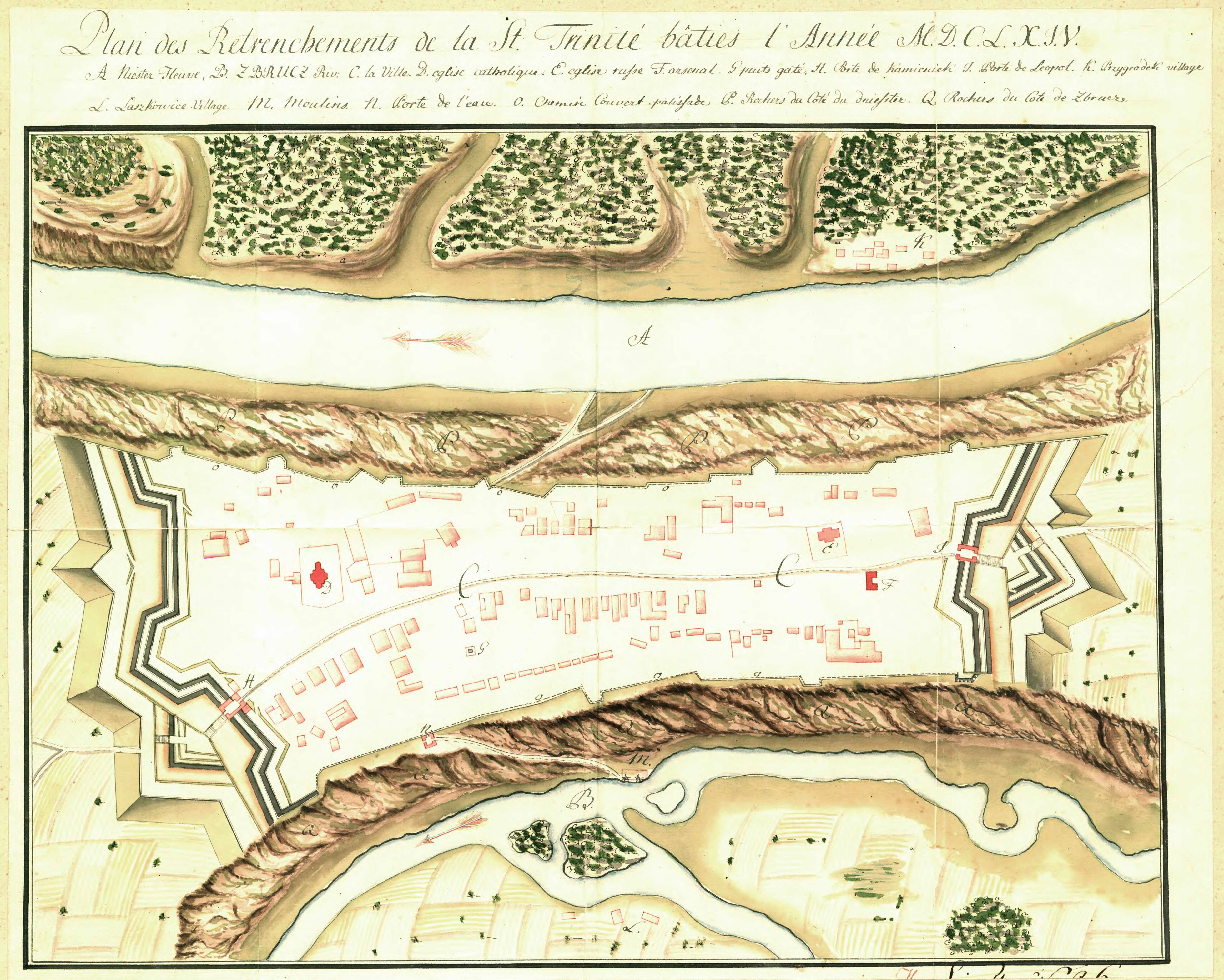
План укріплень Замку Святої Трійці 1660 році

Через особливості цієї місцевості, на території Окоп завжди будувалися твердині. Археологічні дослідження виявили залишки антського (III—V ст.), тиверського (VI—IX ст.) й давньоруського (X—XIII ст.) дерев'яних укріплень.
Сучасну фортецю було закладено коронним гетьманом Станіславом Ян Яблоновським (він будував форт своїм коштом, не сподіваючись на допомогу польського сейму) та воєводою київським Марціном Контським. Укріплення споруджувалися безперервно з березня по жовтень 1692 р. Форт одразу став прикордонним опорним пунктом польської оборони від Османської імперії, він контролював прилеглий брід через Дністер та дороги, що вели до Кам'янця-Подільського — центру Подільського пашалику. Замок було названо «Окопи Гори св. Трійці». Комендантом був Михайло Брандт, ротмістром Якуб Калиновський. У ньому базувалися війська, які не дозволяли постачати їжу та боєприпаси туркам в обложеному Кам'янці і винищували турецькі загони, що вирушали з фортець Кам'янця і Хотина.
Розпочата у 1692 р. польська блокада турків у Кам'янецькій фортеці тривала аж до 1699 р. Протягом цих років Окопи відігравали визначну роль для польської армії. Проте після Карловицького мирного трактату 1699 р., згідно з яким турецький гарнізон залишив Кам'янець і повернув полякам Поділля, Окопи втратили своє оборонне значення. Лише в 1711 р., коли турецька та шведська армії на чолі з Карлом ХІІ загрожували напасти на Польщу з боку Волощини (сучасної Молдови), Кам'янець і Окопи почали спішно готуватись до оборони й зміцнили мури. 4 червня 1700 грамотою Августа II Замок був перейменований на місто Святої Трійці. Він надав поселенню Магдебурзьке право та дозвіл на два ярмарки.
У 1769 в Окопах засіли польські конфедерати. На допомогу королю прийшли російські війська, які взяли форт штурмом. Конфедерат Казимир Пуласький зайняв у 1770 році замок. Внаслідок цих воєнних дій мури були дуже пошкоджені.
Після переходу під юрисдикцію Австро-Угорщини частину валів Окопів у 1772 р. було розібрано.

## Опис замку
До нашого часу збереглися дві прямокутні двох'ярусні надбрамні башти (Кам'янецька та Львівська) з гарматними бійницями на другому ярусі, напівзруйнована дозорна вежа над Збручем та система земляних бастіонів поблизу брам. Відстань між брамами — 480 м. Довжина Кам'янецької брами становить 12,3 м, ширина — 8,0 м, довжина Львівської — 10,4 м, ширина 8,5 м. Висота обох брам сягає 7,5 м.
Збереженістю надбрамні укріплення форту завдячують реставраційним роботам 1905 р., проведеним Польським товариством шанувальників старожитностей. Попередня реставрація мала місце в 1870-74 роках.
При замку був католицький костел.

## Світлини

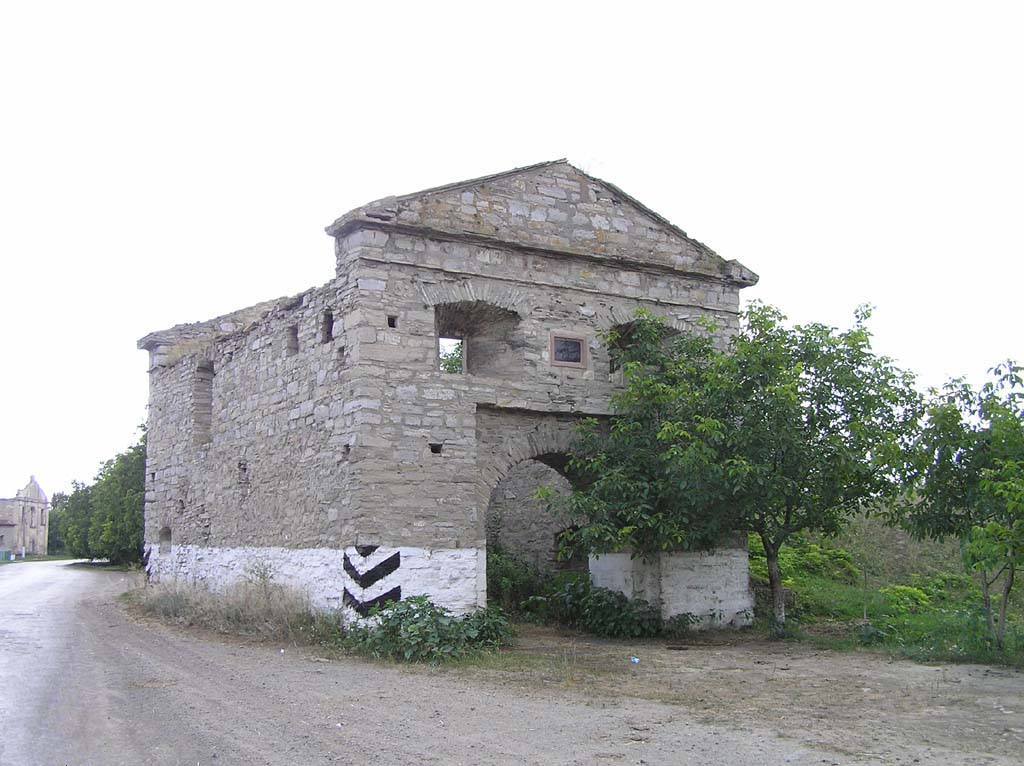
Камянецька брама
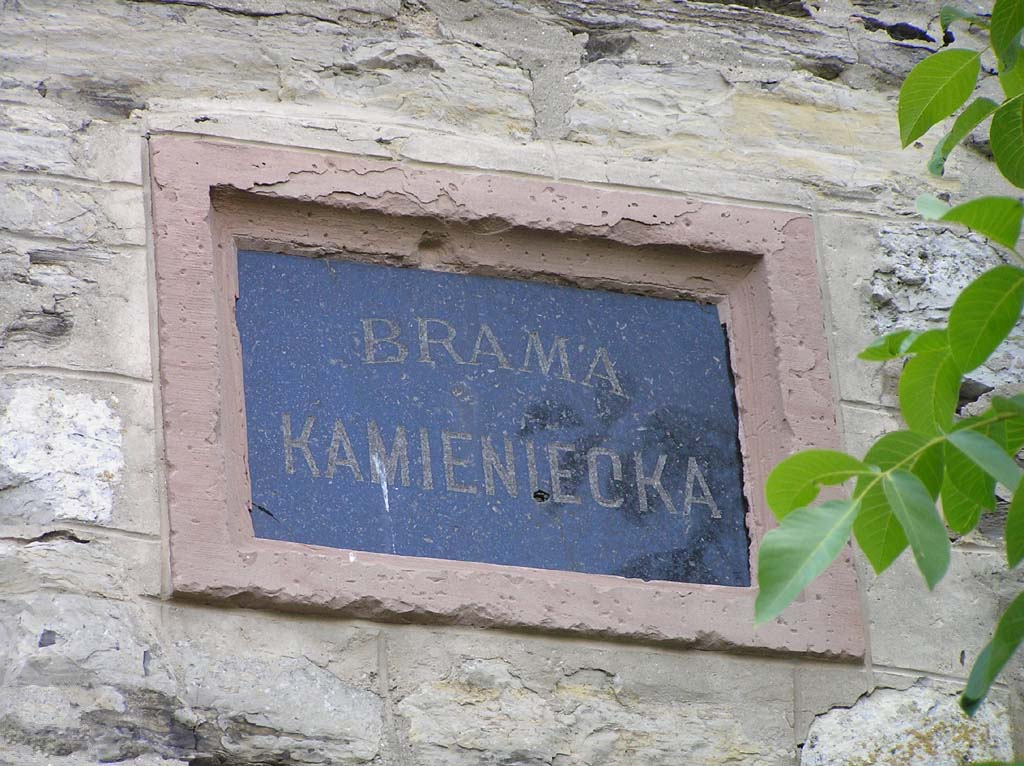
Дошка польського часу
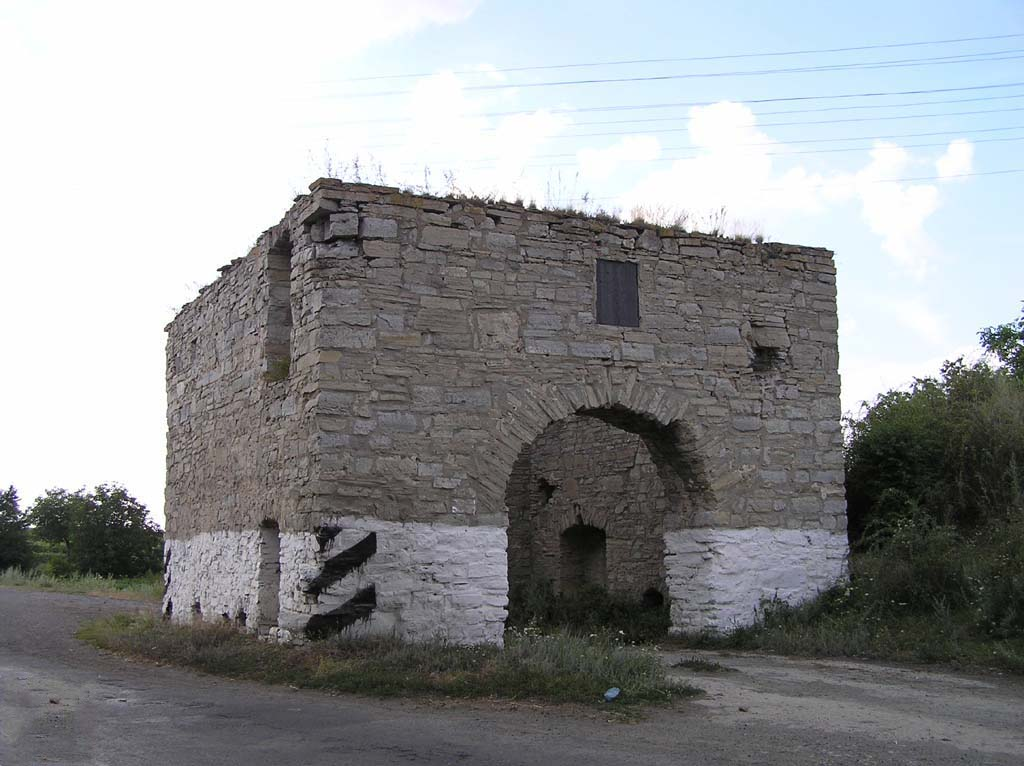
Львівська брама
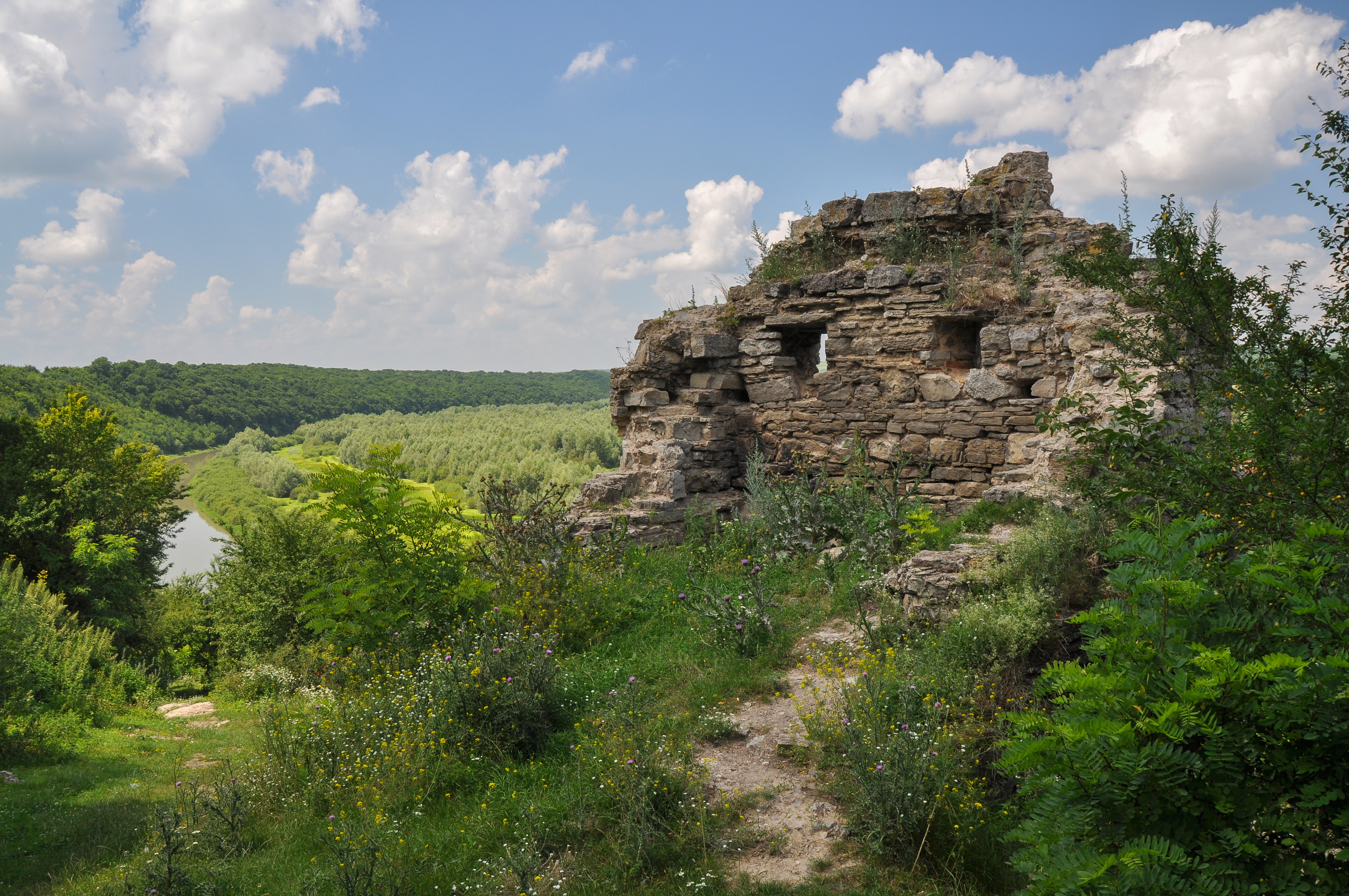
Залишки башти над річкою Збруч
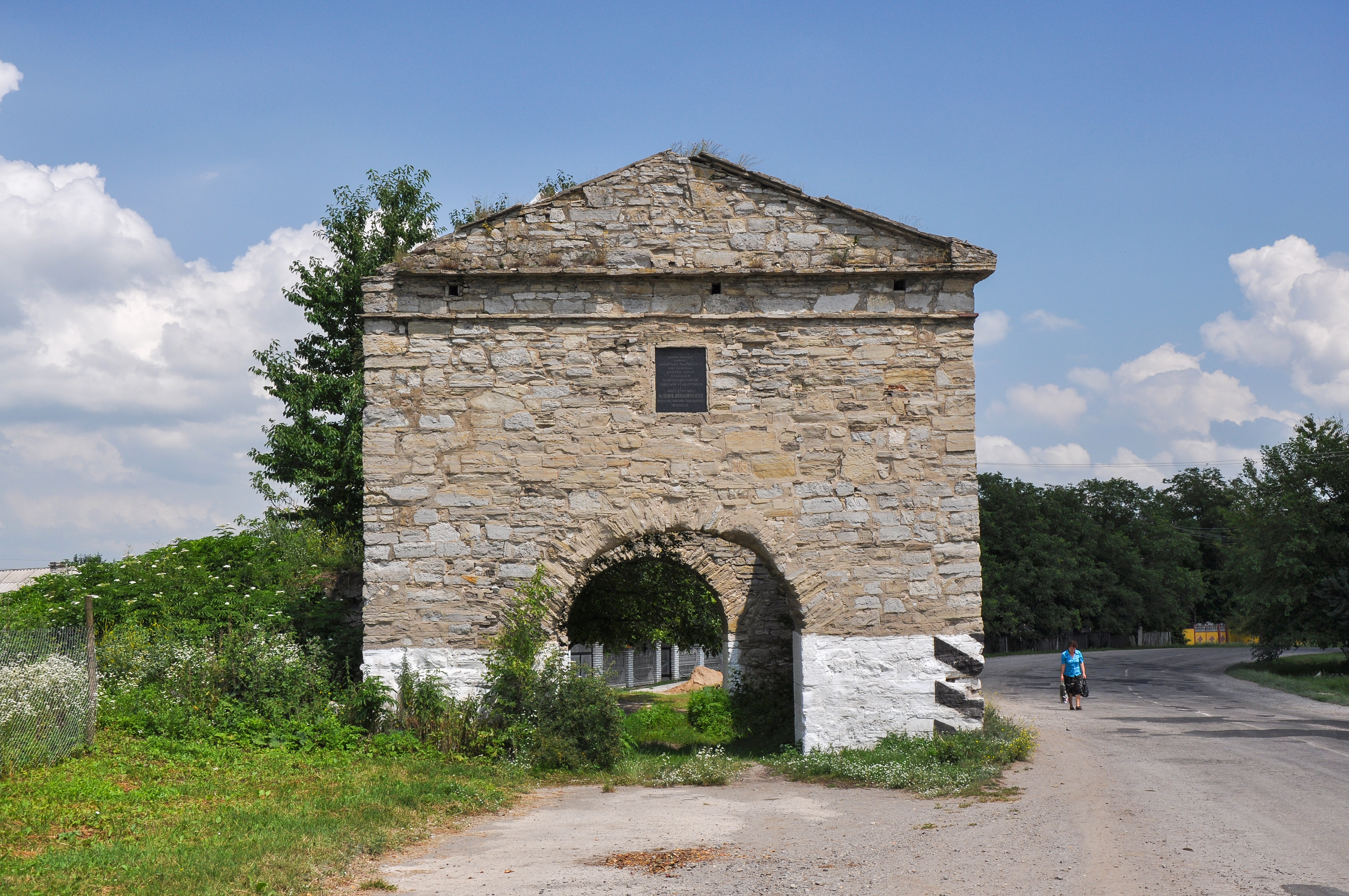
Кам'янецька брама заїзд